# 傑利科·拉茲尼亞托維奇

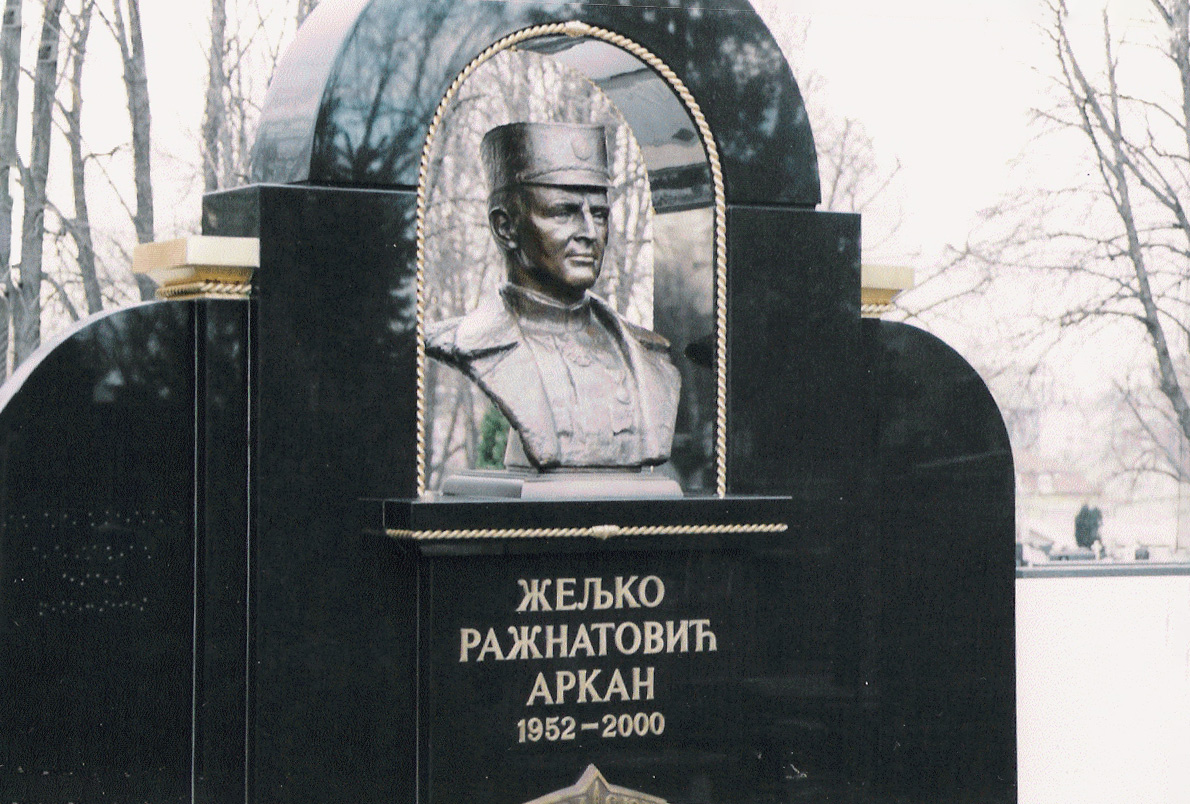
傑利科·拉茲尼亞托維奇之墓

傑利科·拉茲尼亞托維奇（1952年4月17日—2000年1月15日），一般稱作阿爾坎是南斯拉夫政治人物、罪犯，塞爾維亞義勇軍、塞爾維亞統一黨創設者。

## 略歷
南斯拉夫社會主義聯邦共和國的斯洛維尼亞社會主義共和國出身。南斯拉夫內戰時，創設通稱「老虎」部隊的民兵組織「塞爾維亞義勇軍」，參加克羅埃西亞戰爭、波士尼亞戰爭。1999年，因違反人道罪等，受前南斯拉夫問題國際刑事法庭（ICTY）起訴。2000年，在貝爾格勒遇刺身亡，兇手動機不明。

## 關連項目
- 大塞爾維亞

## 外部連結
- Gangster's life of Serb warlord（页面存档备份，存于）